# Corvallis (Montana)
Corvallis és una concentració de població designada pel cens dels Estats Units a l'estat de Montana. Segons el cens del 2000 tenia 443 habitants.

## Demografia
Segons el cens del 2000, Corvallis tenia 443 habitants, 185 habitatges, i 120 famílies. La densitat de població era de 363,9 habitants per km².
Dels 185 habitatges en un 31,4% hi vivien nens de menys de 18 anys, en un 41,1% hi vivien parelles casades, en un 15,7% dones solteres, i en un 35,1% no eren unitats familiars. En el 29,2% dels habitatges hi vivien persones soles el 9,7% de les quals corresponia a persones de 65 anys o més que vivien soles. El nombre mitjà de persones vivint en cada habitatge era de 2,36 i el nombre mitjà de persones que vivien en cada família era de 2,83.
Per edats la població es repartia de la següent manera: un 26,9% tenia menys de 18 anys, un 8,6% entre 18 i 24, un 29,1% entre 25 i 44, un 19,6% de 45 a 60 i un 15,8% 65 anys o més.
L'edat mediana era de 35 anys. Per cada 100 dones de 18 o més anys hi havia 90,6 homes.
La renda mediana per habitatge era de 17.434 $ i la renda mediana per família de 27.344 $. Els homes tenien una renda mediana de 12.321 $ mentre que les dones 15.972 $. La renda per capita de la població era de 10.167 $. Aproximadament el 34,2% de les famílies i el 40,8% de la població estaven per davall del llindar de pobresa.

## Poblacions més properes
El següent diagrama mostra les poblacions més properes.